# Carl Wilhelm Petersén
Carl Wilhelm Petersén (n. 28 martie 1884, Stockholm, Suedia-Norvegia – d. 3 octombrie 1973, San Diego, California, SUA) a fost un jucător de curl ce a reprezentat Suedia, medaliat olimpic. A participat la o ediție a Jocurilor Olimpice (1924) în care a câștigat o medalie de argint.

## Participări
Lista de mai jos prezintă principalele competiții la care a participat Carl Wilhelm Petersén de-a lungul carierei.
- Curling la Jocurile Olimpice de iarnă din 1924